# Знаки почтовой оплаты Украины (2007)
Знаки почтовой оплаты Украины (2007) — перечень (каталог) знаков почтовой оплаты (почтовых марок), введённых в обращение почтой Украины в 2007 году.
В 2007 году была выпущена 91 почтовая марка, в том числе 76 памятных (коммеморативных) почтовых марок и 15 стандартных марок седьмого выпуска (2007—2011). Тематика коммеморативных марок охватывала юбилеи выдающихся деятелей культуры, памятники архитектуры Украины, знаменательные даты, виды представителей фауны и флоры и другие сюжеты.
Все почтовые марки, введённые в обращение почтой Украины в 2007 году, напечатаны государственным предприятием «Полиграфический комбинат „Украина“».

## Список коммеморативных марок
Порядок следования элементов в таблице соответствует номеру по каталогу марок Украины на официальном сайте Укрпочты (укр. КМД УДППЗ «Укрпошта»), в скобках приведены номера по каталогу «Михель».
| № по каталогу | Изображение | Описание и источники | Номинал                    | Дата выпуска          | Тираж   | Художник                              |
| --- | ----------- | --- | -------------------------- | --------------------- | ------- | ------------------------------------- |
| № 789 (Mi #831) |             | Іван Огієнко (1882—1972). с укр. — «Иван Огиенко (1882—1972)». | 0,70 гривны                | 12 января 2007 года   | 200 000 | Геннадий Клещар                       |
| № 805 (Mi #840) |             | «Собор св. Михаїла в Аделаїді (Австралія)» з купоном. с укр. — «Собор святого Михаила в Аделаиде (Австралия) с купоном». | 3,35 гривны                | 9 февраля 2007 года   | 150 000 | Мария Гейко                           |
| № 806 (Mi #841) № 807 (Mi #842) |             | Блок «Тарас Шевченко» із серії «200-річчя з дня народження Тараса Шевченка»: Доля; Автопортрет. с укр. — «Блок „Тарас Шевченко“ из серии „200-летие со дня рождения Тараса Шевченко“: - Судьба; - Автопортрет». | 2,50 3,35 гривны           | 23 февраля 2007 года  | 125 000 | Владимир Таран                        |
| № 808 (Mi #843) |             | Власна марка з купоном «З весіллям!». с укр. — «Собственная марка с купоном „С днём свадьбы!“». | 0,70 гривны                | 1 марта 2007 года     | 100 000 | Александр Калмыков                    |
| № 809 (Mi #844) |             | Власна марка з купоном «Квіти». с укр. — «Собственная марка с купоном „Цветы“». | 0,70 гривны                | 1 марта 2007 года     | 200 000 | Александр Калмыков                    |
| № 810 (Mi #845) |             | Власна марка з купоном «Києво-Печерська лавра». с укр. — «Собственная марка с купоном „Киево-Печерская лавра“». | 0,70 гривны                | 1 марта 2007 года     | 200 000 | Александр Калмыков                    |
| № 811 (Mi #846) |             | Власна марка з купоном «Оранта-переможниця». с укр. — «Собственная марка с купоном „Оранта-победительница“». | 0,70 гривны                | 1 марта 2007 года     | 200 000 | Александр Калмыков                    |
| № 812 (Mi #854) |             | Серія «Україна — космічна держава»: Міжнародна програма «Морський старт». с укр. — «Серия „Украина — космическая держава“: - Международная программа „Морской старт“». | 0,70 гривны                | 12 апреля 2007 года   | 150 000 | Василий Василенко                     |
| № 813 (Mi #855) |             | Серія «Україна — космічна держава»: Леонід Каденюк — перший космонавт України. с укр. — «Серия „Украина — космическая держава“: - Леонид Каденюк — первый космонавт Украины». | 0,70 гривны                | 12 апреля 2007 года   | 150 000 | Василий Василенко                     |
| № 814 (Mi #856) № 815 (Mi #857) |             | Зчіпка «Європа 2007. 100 років скаутському рухові». с укр. — «Сцепка „Европа 2007: 100 лет скаутскому движению“». | 2,50 3,35 гривны           | 28 апреля 2007 года   | 150 000 | Александр Калмыков                    |
| № 818 (Mi #860) |             | Серія «Київ очима художників»: Віталій Петровський. Сонячний день. Ярославів Вал. 1997 р. с укр. — «Серия „Киев глазами художников“: - Солнечный день. Ярославов Вал (Виталий Петровский, 1997 г.)». | 0,70 гривны                | 18 мая 2007 года      | 150 000 | Оксана Тернавская Наталия Андрийченко |
| № 819 (Mi #861) |             | Серія «Київ очима художників»: Тетяна Кугай. Вуличка спогадів. 2004 р. с укр. — «Серия „Киев глазами художников“: - Улочка воспоминаний (Татьяна Кугай, 2004 г.)». | 0,70 гривны                | 18 мая 2007 года      | 150 000 | Оксана Тернавская Наталия Андрийченко |
| № 820 (Mi #862) |             | Серія «Київ очима художників»: Юлія Кузнєцова. Прогулянка Києвом. 2004 р. с укр. — «Серия „Киев глазами художников“: - Прогулка по Киеву (Юлия Кузнецова, 2004 г.)». | 0,70 гривны                | 18 мая 2007 года      | 150 000 | Оксана Тернавская Наталия Андрийченко |
| № 821 (Mi #863) |             | Серія «Київ очима художників»: Марія Лашкевич. Сніжить. 2007 р. с укр. — «Серия „Киев глазами художников“: - Снегопад (Мария Лашкевич, 2007 г.)». | 0,70 гривны                | 18 мая 2007 года      | 150 000 | Оксана Тернавская Наталия Андрийченко |
| № 822 (Mi #864) |             | Ігор Стравінський (1882—1971). с укр. — «Игорь Стравинский (1882—1971)». | 0,70 гривны                | 8 июня 2007 года      | 150 000 | Василий Василенко                     |
| № 823 (Mi #865) № 824 (Mi #866) № 825 (Mi #867) № 826 (Mi #868) № 827 (Mi #869) № 828 (Mi #870)                                                                                                 |             | Блок «Собаки»: мопс; ірландський сеттер; аляскінський маламут; бассет-гаунд; буль-мастиф; американський кокер-спаніель. с укр. — «Блок „Собаки“: - Мопс; - Ирландский сеттер; - Аляскинский маламут; - Бассет-хаунд; - Буль-мастиф; - Американский кокер-спаниель». | 0,70 гривны                | 15 июня 2007 года     | 150 000 | Т. Лазуренко                          |
| № 823 (Mi #865) |             | «Собаки»: Мопс. с укр. — «„Собаки“: - Мопс». | 0,70 гривны                | 15 июня 2007 года     | 150 000 | Т. Лазуренко                          |
| № 824 (Mi #866) |             | «Собаки»: Ірландський сеттер. с укр. — «„Собаки“: - Ирландский сеттер». | 0,70 гривны                | 15 июня 2007 года     | 150 000 | Т. Лазуренко                          |
| № 825 (Mi #867) |             | «Собаки»: Аляскінський маламут. с укр. — «„Собаки“: - Аляскинский маламут». | 0,70 гривны                | 15 июня 2007 года     | 150 000 | Т. Лазуренко                          |
| № 826 (Mi #868) |             | «Собаки»: Бассет-гаунд. с укр. — «„Собаки“: - Бассет-хаунд». | 0,70 гривны                | 15 июня 2007 года     | 150 000 | Т. Лазуренко                          |
| № 827 (Mi #869) |             | «Собаки»: Буль-мастиф. с укр. — «„Собаки“: - Буль-мастиф». | 0,70 гривны                | 15 июня 2007 года     | 150 000 | Т. Лазуренко                          |
| № 828 (Mi #870) |             | «Собаки»: Американський кокер-спаніель. с укр. — «„Собаки“: - Американский кокер-спаниель». | 0,70 гривны                | 15 июня 2007 года     | 150 000 | Т. Лазуренко                          |
| № 829 (Mi #871) № 830 (Mi #872) № 831 (Mi #873) № 832 (Mi #874) № 833 (Mi #875) № 834 (Mi #876)                                                                                                 |             | Блок «Коти»: Американська короткошерста кішка; Канадський сфінкс; Шотландська висловуха кішка; Сноу-шу; Російська голуба кішка; Сомалі. с укр. — «Блок „Кошки“: - Американская короткошёрстная кошка; - Канадский сфинкс; - Шотландская вислоухая кошка; - Сноу-шу; - Русская голубая кошка; - Сомали». | 0,70 гривны                | 15 июня 2007 года     | 150 000 | Лариса Мельник                        |
| № 829 (Mi #871) |             | Блок «Коти»: Американська короткошерста кішка. с укр. — «Блок „Кошки“: - Американская короткошёрстная кошка». | 0,70 гривны                | 15 июня 2007 года     | 150 000 | Лариса Мельник                        |
| № 830 (Mi #872) |             | Блок «Коти»: Канадський сфінкс. с укр. — «Блок „Кошки“: - Канадский сфинкс». | 0,70 гривны                | 15 июня 2007 года     | 150 000 | Лариса Мельник                        |
| № 831 (Mi #873) |             | Блок «Коти»: Шотландська висловуха кішка. с укр. — «Блок „Кошки“: - Шотландская вислоухая кошка». | 0,70 гривны                | 15 июня 2007 года     | 150 000 | Лариса Мельник                        |
| № 832 (Mi #874) |             | Блок «Коти»: Сноу-шу. с укр. — «Блок „Кошки“: - Сноу-шу». | 0,70 гривны                | 15 июня 2007 года     | 150 000 | Лариса Мельник                        |
| № 833 (Mi #875) |             | Блок «Коти»: Російська голуба кішка. с укр. — «Блок „Кошки“: - Русская голубая кошка». | 0,70 гривны                | 15 июня 2007 года     | 150 000 | Лариса Мельник                        |
| № 834 (Mi #876) |             | Блок «Коти»: Сомалі. с укр. — «Блок „Кошки“: - Сомалийская кошка». | 0,70 гривны                | 15 июня 2007 года     | 150 000 | Лариса Мельник                        |
| № 835 (Mi #877) |             | 100 років від дня народження Романа Шухевича (1907—1950). с укр. — «100-летие со дня рождения Романа Шухевича (1907—1950)». | 0,70 гривны                | 29 июня 2007 года     | 140 000 | Василий Василенко                     |
| № 836 (Mi #878) |             | Серія «Локомотивобудування в Україні»: Тепловоз маневровий серії ТЭ1. с укр. — «Серия „Локомотивостроение на Украине“: - Тепловоз маневровый серии ТЭ1». | 0,70 гривны                | 13 июля 2007 года     | 140 000 | Валерий Руденко                       |
| № 837 (Mi #879) |             | Серія «Локомотивобудування в Україні»: Тепловоз магістральний серії ТЭ2. с укр. — «Серия „Локомотивостроение на Украине“: - Тепловоз магистральный серии ТЭ2». | 0,70 гривны                | 13 июля 2007 года     | 140 000 | Валерий Руденко                       |
| № 838 (Mi #880) |             | Серія «Локомотивобудування в Україні»: Тепловоз магістральний серії ТЭ3. с укр. — «Серия „Локомотивостроение на Украине“: - Тепловоз магистральный серии ТЭ3». | 0,70 гривны                | 13 июля 2007 года     | 140 000 | Валерий Руденко                       |
| № 839 (Mi #881) |             | Серія «Локомотивобудування в Україні»: Тепловоз магістральний серії ТЭ7. с укр. — «Серия „Локомотивостроение на Украине“: - Тепловоз магистральный серии ТЭ7». | 0,70 гривны                | 13 июля 2007 года     | 140 000 | Валерий Руденко                       |
| № 840 (Mi #882) № 841 (Mi #883) № 842 (Mi #884) № 843 (Mi #885) № 844 (Mi #886) № 845 (Mi #887) № 846 (Mi #888) № 847 (Mi #889) № 848 (Mi #890) № 849 (Mi #891) № 850 (Mi #892) № 851 (Mi #893) |             | «Традиційні весільні головні убори України», на марках зображені головні убори регіонів України: походження невідоме (840); Полісся (841); Івано-Франківщина (842); Львівська область (843); Київська область (844); Івано-Франківщина (845); Львівська область (846); Івано-Франківщина (847); Тернопільська область (848); Тернопільська область (849); Івано-Франківщина (850); Тернопільська область (851). с укр. — «Малый марочный лист „Традиционные свадебные головные уборы Украины“, на марках изображены головные уборы регионов Украины: - № 840 — неизвестного происхождения; - № 841 — Полесье; - № 842 — Ивано-Франковщина; - № 843 — Львовская область; - № 844 — Киевская область; - № 845 — Ивано-Франковщина; - № 846 — Львовская область; - № 847 — Ивано-Франковщина; - № 848 — Тернопольская область; - № 849 — Тернопольская область; - № 850 — Ивано-Франковщина; - № 851 — Тернопольская область». | 0,70 гривны                | 23 августа 2007 года  | 150 000 | Василий Василенко Светлана Бондарь    |
| № 852 (Mi #894) № 853 (Mi #895) |             | Зчіпка «Україна-Молдова» з двох марок з купоном: Осетер російський; Чоп звичайний. с укр. — «Сцепка „Украина — Молдова“ из двух марок с купоном: - Осётр русский (Acipenser guldenstadtii); - Чоп обыкновенный (Zingel zingel)». | 1,50 гривны                | 6 сентября 2007 года  | 150 000 | Елена Караченцева Геннадий Кузнецов   |
| № 854 (Mi #896) |             | «Переяслав-Хмельницький — 1100 років». с укр. — «Переяслав-Хмельницкий — 1100 лет». | 0,70 гривны                | 16 сентября 2007 года | 170 000 | Николай Кочубей                       |
| № 855 (Mi #897A) № 856 (Mi #898A) № 857 (Mi #899A) № 858 (Mi #900A) |             | Спеціальний малий аркуш «Пелікан рожевий» з чотирьох квартблоків. с укр. — «Специальный малый марочный лист „Пеликан розовый (Pelecanus onocrotalus)“ из четырёх квартблоков». | 0,70 1,50 2,50 3,50 гривны | 20 сентября 2007 года | 35 000  | Александр Легкобит                    |
| № 855 (Mi #897C) № 856 (Mi #898C) № 857 (Mi #899C) № 858 (Mi #900C) |             | Зчіпка «Пелікан рожевий» з чотирьох марок. с укр. — «Сцепка „Пеликан розовый (Pelecanus onocrotalus)“ из четырёх марок». | 0,70 1,50 2,50 3,50 гривны | 20 сентября 2007 года | 170 000 | Александр Легкобит                    |
| № 859 (Mi #901) |             | Блок «50 років від часу запуску першого штучного супутника Землі». с укр. — «Блок „50 лет со дня запуска первого искусственного спутника Земли“». | 3,33 гривны                | 4 октября 2007 года   | 100 000 | Александр Калмыков                    |
| № 860 (Mi #902) № 861 (Mi #903) № 862 (Mi #904) № 863 (Mi #905) № 864 (Mi #906) № 865 (Mi #907)                                                                                                 |             | Блок «Особливості народної архітектури. Українська хата» (6 марок + 6 купонів): Поділля; Київщина; Лемківщина; Гуцульщина; Волинь; Слобожанщина. с укр. — «Блок „Особенности народной архитектуры. Украинская хата“ (6 марок и 6 купонов): - Подолье; - Киевщина; - Лемковщина; - Гуцульщина; - Волынь; - Слобожанщина». | 0,70 гривны                | 24 октября 2007 года  | 120 000 | Юрий Логвин                           |
| № 866 (Mi #908) № 867 (Mi #909) № 868 (Mi #910) № 869 (Mi #911) № 870 (Mi #912) № 871 (Mi #913)                                                                                                 |             | Блок «Особливості народної архітектури. Українська хата» (6 марок + 6 купонів): Полісся; Полтавщина; Буковина; Бойківщина; Полтавщина; Дніпровське пониззя. с укр. — «Блок „Особенности народной архитектуры. Украинская хата“ (6 марок и 6 купонов): - Полесье; - Полтавщина; - Буковина; - Бойковщина; - Полтавщина; - Поднепровье». | 0,70 гривны                | 24 октября 2007 года  | 120 000 | Юрий Логвин                           |
| № 872 (Mi #914) № 873 (Mi #915) |             | Зчіпка «З Новим роком та Різдвом Христовим!». с укр. — «Сцепка „С Новым годом и Рождеством Христовым!“». | 0,70 гривны                | 16 ноября 2007 года   | 270 000 | Катерина Штанко                       |
| № 874 (Mi #916) |             | Власна марка з купоном «З Новим роком! З Різдвом Христовим!». с укр. — «Собственная марка с купоном „С Новым годом! С Рождеством Христовым!“». | 1,00 гривна                | 23 ноября 2007 года   | 100 000 | Катерина Штанко                       |
| № 875 (Mi #917) |             | Назустріч «Євро 2012». с укр. — «На встречу „Евро 2012“». | 3,33 гривны                | 22 декабря 2007 года  | 200 000 | Д. Швец                               |
| № 876 (Mi #918) № 877 (Mi #919) № 878 (Mi #920) № 879 (Mi #921) № 880 (Mi #922) № 881 (Mi #923)                                                                                                 |             | Блок «Український народний одяг»: Хмельницька область; Буковина; Закарпаття. с укр. — «Блок „Украинский народный костюм“: - Хмельницкая область; - Буковина; - Закарпатье». | 0,70 гривны                | 22 декабря 2007 года  | 120 000 | Николай Кочубей                       |
| № 876 (Mi #918) № 877 (Mi #919) |             | Зчіпка «Український народний одяг», Хмельницька область: Коляда; Свято Семена. с укр. — «Сцепка „Украинский народный костюм“. Хмельницкая область: - Коляда; - Праздник Семёна». | 0,70 гривны                | 22 декабря 2007 года  | 150 000 | Николай Кочубей                       |
| № 878 (Mi #920) № 879 (Mi #921) |             | Зчіпка «Український народний одяг», Буковина: Свято Єфросинії; Свято Вознесіння Господнього. с укр. — «Сцепка „Украинский народный костюм“. Буковина: - День Евдокии; - Праздник Вознесение Господне». | 0,70 гривны                | 22 декабря 2007 года  | 150 000 | Николай Кочубей                       |
| № 880 (Mi #922) № 881 (Mi #923) |             | Зчіпка «Український народний одяг», Закарпаття. Свято Кузьми і Дем’яна; Радуниця. с укр. — «Сцепка „Украинский народный костюм“. Закарпатье: - Кузьминки осенние; - Радуница». | 0,70 гривны                | 22 декабря 2007 года  | 150 000 | Николай Кочубей                       |

## Седьмой выпуск стандартных марок (2007—2011)
В 2007 году была выпущена в обращение седьмая серия стандартных марок независимой Украины (2007—2011), которая была представлена 15-ю знаками почтовой оплаты номиналом от 0,10 до 2,00 гривен, а также литерным индексом вместо номинала: «Ж», «Є», «N», «P» и «R». Литерный индекс соответствует заранее указанному Укрпочтой тарифу на пересылку корреспонденции, а также эквивалентен определённой сумме в гривнях или долларах США, стоимость для продажи таких марок рассчитывается по курсу НБУ.
Порядок следования элементов в таблице соответствует номеру по каталогу марок Украины на официальном сайте Укрпочты (укр. КМД УДППЗ «Укрпошта»), в скобках приведены номера по каталогу «Михель».
| № по каталогу   | Изображение | Описание и источники                               | Номинал     | Дата выпуска        | Тираж    | Художник        |
| --------------- | ----------- | -------------------------------------------------- | ----------- | ------------------- | -------- | --------------- |
| № 790 (Mi #847) |             | «Горщики-двійнята». с укр. — «Горшочки-двойняшки». | 0,01 гривны | 14 апреля 2007 года | массовый | Катерина Штанко |
| № 791 (Mi #848) |             | «Коник». с укр. — «Лошадка».                       | 0,03 гривны | 14 апреля 2007 года | массовый | Катерина Штанко |
| № 792 (Mi #832) |             | «Свищик». с укр. — «Свистулька».                   | 0,05 гривны | 16 марта 2007 года  | массовый | Катерина Штанко |
| № 793 (Mi #849) |             | «Дзбанок». с укр. — «Кувшинчик».                   | 0,10 гривны | 14 апреля 2007 года | массовый | Катерина Штанко |
| № 794 (Mi #833) |             | «Прядка». с укр. — «Прялка».                       | 0,50 гривны | 26 января 2007 года | массовый | Катерина Штанко |
| № 795 (Mi #834) |             | «Сулія». с укр. — «Бутыль».                        | 0,60 гривны | 26 января 2007 года | массовый | Катерина Штанко |
| № 796 (Mi #835) |             | «Куманець». с укр. — «Куманец».                    | 0,70 гривны | 16 марта 2007 года  | массовый | Катерина Штанко |
| № 797 (Mi #836) |             | «Ківш». с укр. — «Ковш».                           | 0,85 гривны | 26 января 2007 года | массовый | Катерина Штанко |
| № 798 (Mi #850) |             | «Глечик». с укр. — «Кувшин».                       | 1,00 гривна | 6 апреля 2007 года  | массовый | Катерина Штанко |
| № 799 (Mi #837) |             | «Куманець». с укр. — «Куманец».                    | 2,00 гривны | 16 марта 2007 года  | массовый | Катерина Штанко |
| № 800 (Mi #851) |             | «Свічник». с укр. — «Подсвечник».                  | N           | 6 апреля 2007 года  | массовый | Катерина Штанко |
| № 801 (Mi #852) |             | «Бичок». с укр. — «Бычок».                         | Ж           | 6 апреля 2007 года  | массовый | Катерина Штанко |
| № 802 (Mi #853) |             | «Каламар». с укр. — «Чернильница».                 | Є           | 14 апреля 2007 года | массовый | Катерина Штанко |
| № 803 (Mi #838) |             | «Кварта». с укр. — «Кварта».                       | R           | 16 марта 2007 года  | массовый | Катерина Штанко |
| № 804 (Mi #839) |             | «Лялька». с укр. — «Кукла».                        | P           | 16 марта 2007 года  | массовый | Катерина Штанко |

## Комментарии
1. ↑  Коммеморативные марки — обобщённое название специальных художественных (памятных, юбилейных и других) почтовых марок. Для упрощения терминологии в случаях, когда требуется лишь подчеркнуть, что данная марка не является общеупотребляемой (то есть стандартной), под термином «коммеморативная марка» подразумевают, кроме перечисленных выше, также тематические (рисунки которых, посвящены определённой теме коллекционирования) марки. Также все упомянутые марки, объединённые термином «коммеморативная», имеют общую черту: как правило, такие марки изготовляются на высоком полиграфическом уровне[3].
2. ↑  Ниже приведён перечень памятных художественных марок (с возможностью сортировки по номиналу, тиражу и дате введения в обращение).
3. ↑  На марках изображены эмблема международного скаутского движения и фото украинских пластунов 1920-х годов.
4. ↑  Большинство изображённых головных уборов являются экспонатами музея этнографии и художественного промысла во Львове.
5. ↑  На полях почтового блока изображены конструкторы Сергей Королёв и Валентин Глушко.
6. ↑  Ниже приведён перечень стандартных марок (с возможностью сортировки по номиналу, тиражу и дате введения в обращение).
7. ↑  Литерный номинал «N» соответствует тарифу на пересылку простого почтового отправления, массой до 20 грамм за пределы Украины наземным транспортом[46]. Литерный номинал «N» эквивалентен $ 0,60[53].
8. ↑  Литерный номинал «Ж» эквивалентен $ 1,00[53].
9. ↑  Литерный номинал «Є» эквивалентен $ 0,70[53].
10. ↑  Литерный номинал «R» эквивалентен $ 0,90[53].
11. ↑  Литерный номинал «P» эквивалентен $ 2,00[53].